# Fagraea
Fagraea is een geslacht uit de gentiaanfamilie (Gentianaceae). De soorten komen voor van (sub)tropisch Azië tot in het Pacifisch gebied.

## Soorten
- Fagraea acutibracteata K.M.Wong & Sugau
- Fagraea amabilis S.Moore
- Fagraea annulata Hiern
- Fagraea auriculata Jack
- Fagraea berteroana A.Gray ex Benth.
- Fagraea blumei G.Don
- Fagraea bodenii Wernham
- Fagraea borneensis Scheff.
- Fagraea cambagei Domin
- Fagraea cameronensis K.M.Wong & Sugumaran
- Fagraea carnosa Jack
- Fagraea carstensensis Wernham
- Fagraea ceilanica Thunb.
- Fagraea coromandelina Wight
- Fagraea crassifolia Blume
- Fagraea curtisii King & Gamble
- Fagraea dasyantha Gilg & Gilg-Ben.
- Fagraea dolichopoda Gilg & Gilg-Ben.
- Fagraea dulitensis K.M.Wong & Sugau
- Fagraea epiphytica Elmer
- Fagraea euneura Scheff.
- Fagraea eymae Backer ex Leenh.
- Fagraea fagraeacea (F.Muell.) Druce
- Fagraea fastigiata Blume
- Fagraea floribunda K.M.Wong & Sugau
- Fagraea fraserensis K.M.Wong & Sugumaran
- Fagraea gardeniiflora Wernham
- Fagraea gardenioides Ridl.
- Fagraea gitingensis Elmer
- Fagraea graciliflora Leenh.
- Fagraea gracilipes A.Gray
- Fagraea havilandii K.M.Wong & Sugau
- Fagraea iliasii K.M.Wong & Sugau
- Fagraea imperialis Miq.
- Fagraea involucrata Merr.
- Fagraea kalimantanensis (Leenh.) K.M.Wong & Sugau
- Fagraea kinabaluensis K.M.Wong & Sugau
- Fagraea kinghamii K.M.Wong & Sugumaran
- Fagraea kuminii K.M.Wong & Sugau
- Fagraea larutensis Sugumaran
- Fagraea latibracteata Sugumaran
- Fagraea litoralis Blume
- Fagraea longiflora Merr.
- Fagraea longipetiolata K.M.Wong & Sugau
- Fagraea macroscypha Baker
- Fagraea megalantha K.M.Wong & Sugau
- Fagraea oblonga King & Gamble
- Fagraea obtusifolia Merr. & L.M.Perry
- Fagraea oreophila K.M.Wong & Sugau
- Fagraea plumeriiflora DC.
- Fagraea pyriformis S.Moore
- Fagraea rarissima K.M.Wong & Sugau
- Fagraea renae K.M.Wong & Sugau
- Fagraea resinosa Leenh.
- Fagraea ridleyi King & Gamble
- Fagraea salticola Leenh.
- Fagraea splendens Blume
- Fagraea stonei K.M.Wong & Sugau
- Fagraea tacapala Leenh.
- Fagraea ternatana Miq.
- Fagraea truncata Blume
- Fagraea tubulosa Blume
- Fagraea tuyukii K.M.Wong & Sugau
- Fagraea umbelliflora Gilg & Gilg-Ben.
- Fagraea woodiana F.Muell.

... · 
Anthocleista · 
Blackstonia (Bitterling) · 
Cicendia (Draadgentiaan) · 
Centaurium (Duizendguldenkruid) · 
Eustoma · 
Gentiana (Gentiaan) · 
Gentianella (Baardgentiaan) · 
Gentianopsis · 
Schenkia · 
...